# 慕容鍾
慕容鍾（4世纪?—5世纪?）字道明，是慕容制子，慕容精的弟弟，慕容德的堂弟。年少時有見識又有膽量，喜怒不形於色，言論清晰。臨危不亂，智勇兼備，有谋略。得到慕容德的器重，曾被封為司徒及大都督，封北地王。
慕容鍾效力西燕慕容永，被封爲車騎將軍。394年，后燕慕容垂攻西燕，車騎將軍慕容鍾投降慕容垂，妻儿被慕容永报复杀害。后燕时率军五万屯兵潞川。400年，慕容德即位，以他为司徒。累进奇策，事无大小，都委任给他，为佐命元勋。405年，慕容超即位，慕容鍾为都督中外诸军事，录尚书事。慕容超重用公孙五楼，他不能自安，出任青州牧。406年，联合兖州慕容法计划起兵，事发之后投奔后秦，姚兴封他为始平郡太守，封归义侯。